# Урусов, Вадим Сергеевич
Вадим Сергеевич Урусов (3 июня 1936, Долгопрудный, Московская область — 28 мая 2015) — советский и российский химик. Академик Российской академии наук (с 2003 года). Заведующий лабораторией кристаллохимии Института геохимии и аналитической химии им. В. И. Вернадского РАН. Лауреат Государственной премии РФ в области науки и техники. Заслуженный деятель науки РФ.
Главными направлениями научной деятельности являются теоретическая кристаллохимия, структурная минералогия, геохимия твёрдого тела, история и методология кристаллографии и кристаллохимии. Имеет около 2000 цитирований своих работ, опубликованных после 1975 года. Индекс Хирша — 16.

## Биография
Родился в посёлке «Дирижаблестрой», куда были направлены на работу его родители, окончившие Московский авиационно-технологический институт. Когда «Дирижабльстрой» был расформирован в 1941 году вся семья (его родители, бабушка — мать отца, пятилетний Вадим и его младший брат Валерий) оказалась в Минске, где предполагалось строительство авиационного завода. С началом войны они были эвакуированы в Куйбышев, где Вадим Урусов в 1943 году начал обучение в школе. Через десять лет ему была вручена серебряная медаль и он был зачислен без собеседования на специальность «мерзлотоведение», хотя подал заявление с просьбой зачислить его студентом на кафедру геохимии геологического факультета Московского университета. По программе, составленной для будущих мерзлотоведов, ему пришлось учиться два года. С согласия академика А. П. Виноградова ему удалось добиться перевода на кафедру геохимии и в 1958 году он окончил с отличием геологический факультет МГУ по любимой специальности и был зачислен в «московскую группу» строившегося в Иркутске нового Института геохимии.
В 1961 году В. С. Урусов поступил в аспирантуру ГЕОХИ. В 1966 году защитил диссертацию на степень кандидата химических наук, с 1977 года — доктор наук.
С 1981 года заведует лабораторией кристаллохимии ГЕОХИ РАН. В 1983 году получил звание профессора и был назначен заведующим кафедрой кристаллографии и кристаллохимии геологического факультета МГУ.
В 1994 году избран членом-корреспондентом Российской академии наук по Отделению наук о Земле. С 2003 года — академик Российской академии наук.
Член редколлегии журнала «Вестник Московского университета. Серия „Геология“».
Член РАЕН и Нью-Йоркской академии наук.
Похоронен на Троекуровском кладбище.

## Научные достижения
Основатель энергетической кристаллохимии минералов — нового раздела в кристаллохимии. Автор около 500 научных работ, в том числе 5 монографий и 5 учебников и учебных пособий. Под его руководством защитили диссертации 30 кандидатов и 4 доктора наук. Учеником Урусова является А. Р. Оганов, известный кристаллограф и химик. Является соавтором открытия и нескольких изобретений.
В честь В. С. Урусова назван минерал урусовит — арсенат меди Cu[AlAsO5].

### Исследования истории науки
Исследовал и издал кристаллографические работы В. И. Вернадского. Изучал наследие кристаллографов А. Е. Ферсмана, В. М. Гольдшмидта, А. В. Шубникова, H. В. Белова.
Член комиссии РАН по творческому наследию В. И. Вернадского.

## Награды
- Лауреат Государственной премии РФ в области науки и техники (2001) — за цикл фундаментальных трудов по энергетической кристаллохимии и теории изоморфной смесимости
- Лауреат премии им. А. Е. Ферсмана (1991) — за серию работ «Энергетическая кристаллохимия и ЭВМ — моделирование структур и свойств минералов /развитие геоэнергетической теории А. Е. Ферсмана»
- Лауреат премии им. Е. С. Фёдорова (2006) — за цикл работ «Компьютерное моделирование структуры и свойств минералов и неорганических материалов»
- Заслуженный деятель науки РФ (2008)

## Основные работы
- В. С. Урусов. Энергетическая кристаллохимия. — Наука, 1975. — 335 с.
- В. С. Урусов. Теория изоморфной смесимости. — М.: Наука, 1977. — 251 с.
- В. С. Урусов. Теоретическая кристаллохимия. — М.: МГУ, 1987. — 272 с.
- Н. Р. Хисина, В. С. Урусов. Субсолидусные превращения твёрдых растворов породообразующих минералов. — Наука, 1987. — 206 с.
- В. С. Урусов, Л. С. Дубровинский. ЭВМ-моделирование структуры и свойств минералов. — М.: МГУ, 1989. — 199 с.
- В. С. Урусов, H. А. Дубровинская, Л. С. Дубровинский. Конструирование вероятных кристаллических структур минералов. — М.: МГУ, 1990. — 128 с.
- Д. Ю. Пущаровский, В. С. Урусов. Структурные типы минералов. — М.: МГУ, 1990. — 136 с. (недоступная ссылка)
- В. С. Урусов. Геохимия твёрдого тела. — ГЕОС, 1997. — 500 с. — ISBN 589118012X.
- В. С. Урусов, Н. Н. Ерёмин. Кристаллохимия: краткий курс. — М.: МГУ, 2010. — 254 с. — ISBN 5211054970.